# Scleria terrestris
Scleria terrestris är en halvgräsart som först beskrevs av Carl von Linné, och fick sitt nu gällande namn av Norman Carter Fassett. Scleria terrestris ingår i släktet Scleria och familjen halvgräs. IUCN kategoriserar arten globalt som livskraftig.

## Underarter
Arten delas in i följande underarter:
- S. t. hookeriana
- S. t. terrestris
- S. t. thomsoniana